# Aconitum soongoricum
Aconitum soongoricum är en ranunkelväxtart. Aconitum soongoricum ingår i släktet stormhattar, och familjen ranunkelväxter.

## Underarter
Arten delas in i följande underarter:
- A. s. alatavicum
- A. s. soongoricum